# Évolution du Collège cardinalice sous le pontificat de François
Cet article présente les évolutions au sein du Collège des cardinaux au cours du pontificat du pape François.

## Évolution numérique au cours du pontificat
| Date       | Événement                                                                        | Pays                    | Électeurs | Non votants | Total |
| ---------- | -------------------------------------------------------------------------------- | ----------------------- | --------- | ----------- | ----- |
| 12/03/2013 | Cardinaux au moment du conclave de 2013                                          |                         | 117       | 90          | 207   |
|            |                                                                                  |                         |           |             |       |
| 13/03/2013 | Élection papale du cardinal Jorge Mario Bergoglio sous le nom de François        |                         | 116       | 90          | 206   |
| 13/03/2013 | Perte de la qualité d'électeur du cardinal Walter Kasper                         |                         | 115       | 91          | 206   |
| 18/03/2013 | 80e anniversaire du cardinal Severino Poletto                                    |                         | 114       | 92          | 206   |
| 28/03/2013 | 80e anniversaire du cardinal Juan Sandoval Íñiguez                               |                         | 113       | 93          | 206   |
| 10/04/2013 | Décès du cardinal Lorenzo Antonetti                                              |                         | 113       | 92          | 205   |
| 04/06/2013 | 80e anniversaire du cardinal Godfried Danneels                                   |                         | 112       | 93          | 205   |
| 05/06/2013 | Décès du cardinal Stanisław Nagy                                                 |                         | 112       | 92          | 204   |
| 19/07/2013 | Décès du cardinal Simon Ignatius Pimenta                                         |                         | 112       | 91          | 203   |
| 28/07/2013 | Décès du cardinal Ersilio Tonini                                                 |                         | 112       | 90          | 202   |
| 29/08/2013 | Décès du cardinal Medardo Joseph Mazombwe                                        |                         | 112       | 89          | 201   |
| 05/09/2013 | 80e anniversaire du cardinal Francisco Javier Errázuriz Ossa                     |                         | 111       | 90          | 201   |
| 24/09/2013 | 80e anniversaire du cardinal Raffaele Farina                                     |                         | 110       | 91          | 201   |
| 19/10/2013 | 80e anniversaire du cardinal Geraldo Majella Agnelo                              |                         | 109       | 92          | 201   |
| 11/11/2013 | Décès du cardinal Domenico Bartolucci                                            |                         | 109       | 91          | 200   |
| 17/12/2013 | Décès du cardinal Ricardo María Carles Gordó                                     |                         | 109       | 90          | 199   |
| 25/12/2013 | 80e anniversaire du cardinal Joachim Meisner                                     |                         | 108       | 91          | 199   |
| 01/01/2014 | 80e anniversaire du cardinal Raúl Eduardo Vela Chiriboga                         |                         | 107       | 92          | 199   |
| 30/01/2014 | 80e anniversaire du cardinal Giovanni Battista Re                                |                         | 106       | 93          | 199   |
| 22/02/2014 | Consistoire : création de 19 cardinaux dont 16 électeurs et 3 non-électeurs      |                         | 122       | 96          | 218   |
| 05/03/2014 | 80e anniversaire du cardinal Jean-Baptiste Pham Minh Mân                         |                         | 121       | 97          | 218   |
| 12/03/2014 | Décès du cardinal José da Cruz Policarpo                                         |                         | 120       | 97          | 217   |
| 14/03/2014 | 80e anniversaire du cardinal Dionigi Tettamanzi                                  |                         | 119       | 98          | 217   |
| 08/04/2014 | Décès du cardinal Emmanuel III Karim Delly                                       |                         | 119       | 97          | 216   |
| 12/05/2014 | Décès du cardinal Marco Cé                                                       |                         | 119       | 96          | 215   |
| 28/05/2014 | 80e anniversaire du cardinal Francesco Monterisi                                 |                         | 118       | 97          | 215   |
| 02/06/2014 | Décès du cardinal Duraisamy Simon Lourdusamy                                     |                         | 118       | 96          | 214   |
| 09/06/2014 | Décès du cardinal Bernard Agré                                                   |                         | 118       | 95          | 213   |
| 26/07/2014 | Décès du cardinal Francesco Marchisano                                           |                         | 118       | 94          | 212   |
| 03/08/2014 | Décès du cardinal Edward Bede Clancy                                             |                         | 118       | 93          | 211   |
| 08/08/2014 | 80e anniversaire du cardinal Claudio Hummes                                      |                         | 117       | 94          | 211   |
| 20/08/2014 | Décès du cardinal Edmund Casimir Szoka                                           |                         | 117       | 93          | 210   |
| 23/08/2014 | 80e anniversaire du cardinal Carlos Amigo Vallejo                                |                         | 116       | 94          | 210   |
| 01/09/2014 | 80e anniversaire du cardinal Paolo Sardi                                         |                         | 115       | 95          | 210   |
| 05/09/2014 | 80e anniversaire du cardinal Paul Josef Cordes                                   |                         | 114       | 96          | 210   |
| 23/09/2014 | 80e anniversaire du cardinal Franc Rodé                                          |                         | 113       | 97          | 210   |
| 22/11/2014 | Décès du cardinal Fiorenzo Angelini                                              |                         | 113       | 96          | 209   |
| 02/12/2014 | 80e anniversaire du cardinal Tarcisio Bertone                                    |                         | 112       | 97          | 209   |
| 09/12/2014 | Décès du cardinal Jorge María Mejía                                              |                         | 112       | 96          | 208   |
| 20/12/2014 | 80e anniversaire du cardinal Julius Riyadi Darmaatmadja                          |                         | 111       | 97          | 208   |
| 03/01/2015 | 80e anniversaire du cardinal Giovanni Lajolo                                     |                         | 110       | 98          | 208   |
| 10/02/2015 | Décès du cardinal Karl Becker                                                    |                         | 110       | 97          | 207   |
| 14/02/2015 | Consistoire : création de 20 cardinaux dont 15 électeurs et 5 non-électeurs      |                         | 125       | 102         | 227   |
| 05/03/2015 | Décès du cardinal Edward Michael Egan                                            |                         | 125       | 101         | 226   |
| 18/03/2015 | 80e anniversaire du cardinal Antonios Naguib                                     |                         | 124       | 102         | 226   |
| 20/03/2015 | Renonciation du cardinal Keith O'Brien à ses droits et prérogatives cardinalices |                         | 123       | 103         | 226   |
| 08/04/2015 | Décès du cardinal Jean-Claude Turcotte                                           |                         | 122       | 103         | 225   |
| 14/04/2015 | Décès du cardinal Roberto Tucci                                                  |                         | 122       | 102         | 224   |
| 17/04/2015 | Décès du cardinal Francis George                                                 |                         | 121       | 102         | 223   |
| 19/04/2015 | 80e anniversaire du cardinal Justin Francis Rigali                               |                         | 120       | 103         | 223   |
| 29/04/2015 | Décès du cardinal Giovanni Canestri                                              |                         | 120       | 102         | 222   |
| 10/07/2015 | Décès du cardinal Giacomo Biffi                                                  |                         | 120       | 101         | 221   |
| 23/07/2015 | Décès du cardinal William Wakefield Baum                                         |                         | 120       | 100         | 220   |
| 17/08/2015 | Décès du cardinal László Paskai                                                  |                         | 120       | 99          | 219   |
| 19/09/2015 | 80e anniversaire du cardinal Velasio De Paolis                                   | Drapeau de l'Italie     | 119       | 100         | 219   |
| 21/09/2015 | 80e anniversaire du cardinal Santos Abril y Castelló                             |                         | 118       | 101         | 219   |
| 24/10/2015 | Décès du cardinal Ján Chryzostom Korec                                           | Drapeau de la Slovaquie | 118       | 100         | 218   |
| 09/12/2015 | Décès du cardinal Carlo Furno                                                    |                         | 118       | 99          | 217   |
| 09/12/2015 | Décès du cardinal Julio Terrazas Sandoval                                        |                         | 117       | 99          | 216   |
| 27/02/2016 | 80e anniversaire du cardinal Roger Michael Mahony                                |                         | 116       | 100         | 216   |
| 31/03/2016 | Décès du cardinal Georges Cottier                                                |                         | 116       | 99          | 215   |
| 14/04/2016 | 80e anniversaire du cardinal Ivan Dias                                           |                         | 115       | 100         | 215   |
| 16/05/2016 | 80e anniversaire du cardinal Karl Lehmann                                        |                         | 114       | 101         | 215   |
| 16/05/2016 | Décès du cardinal Giovanni Coppa                                                 |                         | 114       | 100         | 214   |
| 26/05/2016 | Décès du cardinal Loris Francesco Capovilla                                      |                         | 114       | 99          | 213   |
| 15/06/2016 | 80e anniversaire du cardinal William Joseph Levada                               |                         | 113       | 100         | 213   |
| 16/06/2016 | 80e anniversaire du cardinal Anthony Olubunmi Okogie                             |                         | 112       | 101         | 213   |
| 09/07/2016 | Décès du cardinal Silvano Piovanelli                                             |                         | 112       | 100         | 212   |
| 02/08/2016 | Décès du cardinal Franciszek Macharski                                           |                         | 112       | 99          | 211   |
| 20/08/2016 | 80e anniversaire du cardinal Antonio María Rouco Varela                          |                         | 111       | 100         | 211   |
| 18/10/2016 | 80e anniversaire du cardinal Jaime Ortega                                        |                         | 110       | 101         | 211   |
| 31/10/2016 | 80e anniversaire du cardinal Nicolás de Jesús López Rodríguez                    |                         | 109       | 102         | 211   |
| 18/11/2016 | 80e anniversaire du cardinal Ennio Antonelli                                     |                         | 108       | 103         | 211   |
| 19/11/2016 | Consistoire : création de 17 cardinaux dont 13 électeurs et 4 non-électeurs      |                         | 121       | 107         | 228   |
| 28/11/2016 | 80e anniversaire du cardinal Théodore-Adrien Sarr                                |                         | 120       | 108         | 228   |
| 14/12/2016 | Décès du cardinal Paulo Evaristo Arns                                            |                         | 120       | 107         | 227   |
| 13/01/2017 | Décès du cardinal Gilberto Agustoni                                              |                         | 120       | 106         | 226   |
| 01/02/2017 | 80e anniversaire du cardinal Audrys Juozas Bačkis                                | Drapeau de la Lituanie  | 119       | 107         | 226   |
| 15/02/2017 | 80e anniversaire du cardinal Raymundo Damasceno Assis                            |                         | 118       | 108         | 226   |
| 21/02/2017 | Décès du cardinal Desmond Connell                                                | Drapeau de l'Irlande    | 118       | 107         | 225   |
| 16/03/2017 | 80e anniversaire du cardinal Attilio Nicora                                      | Drapeau de l'Italie     | 117       | 108         | 225   |
| 18/03/2017 | Décès du cardinal Miloslav Vlk                                                   | Drapeau de la Tchéquie  | 117       | 107         | 224   |
| 23/03/2017 | Décès du cardinal William Henry Keeler                                           | Drapeau des États-Unis  | 117       | 106         | 223   |
| 22/04/2017 | Décès du cardinal Attilio Nicora                                                 | Drapeau de l'Italie     | 117       | 105         | 222   |
| 29/04/2017 | 80e anniversaire du cardinal Lluís Martínez i Sistach                            | Drapeau de l'Espagne    | 116       | 106         | 222   |
| 31/05/2017 | Décès du cardinal Lioubomyr Housar                                               | Drapeau de l'Ukraine    | 116       | 105         | 221   |
| 19/06/2017 | Décès du cardinal Ivan Dias                                                      | Drapeau de l'Inde       | 116       | 104         | 220   |
| 28/06/2017 | Consistoire : création de 5 cardinaux électeurs                                  |                         | 121       | 104         | 225   |
| 05/07/2017 | Décès du cardinal Joachim Meisner                                                |                         | 121       | 103         | 224   |
| 05/08/2017 | Décès du cardinal Dionigi Tettamanzi                                             |                         | 121       | 102         | 223   |
| 01/09/2017 | Décès du cardinal Cormac Murphy-O'Connor                                         |                         | 121       | 101         | 222   |
| 06/09/2017 | Décès du cardinal Carlo Caffarra                                                 |                         | 120       | 101         | 221   |
| 09/09/2017 | Décès du cardinal Velasio de Paolis                                              |                         | 120       | 100         | 220   |
| 18/10/2017 | Décès du cardinal Ricardo Jamin Vidal                                            |                         | 120       | 99          | 219   |
| 12/11/2017 | Décès du cardinal Bernard Panafieu                                               |                         | 120       | 98          | 218   |
| 19/11/2017 | Décès du cardinal Andrea Cordero Lanza di Montezemolo                            |                         | 120       | 97          | 217   |
| 20/12/2017 | Décès du cardinal Bernard Law                                                    |                         | 120       | 96          | 216   |
| 03/02/2018 | 80e anniversaire du cardinal Antonio Maria Vegliò                                |                         | 119       | 97          | 216   |
| 20/02/2018 | 80e anniversaire du cardinal Paolo Romeo                                         |                         | 118       | 98          | 216   |
| 06/03/2018 | 80e anniversaire du cardinal Francesco Coccopalmerio                             |                         | 117       | 99          | 216   |
| 11/03/2018 | Décès du cardinal Karl Lehmann                                                   |                         | 117       | 98          | 215   |
| 19/03/2018 | Décès du cardinal Keith O'Brien                                                  |                         | 117       | 97          | 214   |
| 29/03/2018 | 80e anniversaire du cardinal Manuel Monteiro de Castro                           |                         | 116       | 98          | 214   |
| 01/04/2018 | 80e anniversaire du cardinal Pierre Nguyên Van Nhon                              |                         | 115       | 99          | 214   |
| 17/05/2018 | Décès du cardinal Darío Castrillón Hoyos                                         |                         | 115       | 98          | 213   |
| 03/06/2018 | Décès du cardinal Miguel Obando Bravo                                            |                         | 115       | 97          | 212   |
| 08/06/2018 | 80e anniversaire du cardinal Angelo Amato                                        |                         | 114       | 98          | 212   |
| 28/06/2018 | Consistoire : création de 14 cardinaux dont 11 électeurs et 3 non-électeurs      |                         | 125       | 101         | 226   |
| 05/07/2018 | Décès du cardinal camerlingue Jean-Louis Tauran                                  | Drapeau de la France    | 124       | 101         | 225   |
| 28/07/2018 | Démission du cardinal Theodore Edgar McCarrick                                   | Drapeau des États-Unis  | 124       | 100         | 224   |
| 24/01/2019 | Décès du cardinal Fernando Sebastián Aguilar                                     |                         | 124       | 99          | 223   |
| 30/01/2019 | 80e anniversaire du cardinal Alberto Suárez Inda                                 |                         | 123       | 100         | 223   |
| 11/03/2019 | 80e anniversaire du cardinal Orlando Quevedo                                     |                         | 122       | 101         | 223   |
| 14/03/2019 | Décès du cardinal Godfried Danneels                                              |                         | 122       | 100         | 222   |
| 08/04/2019 | 80e anniversaire du cardinal Edwin O'Brien                                       |                         | 121       | 101         | 222   |
| 27/04/2019 | 80e anniversaire du cardinal Stanisław Dziwisz                                   |                         | 120       | 102         | 222   |
| 12/05/2019 | Décès du cardinal Nasrallah Boutros Sfeir                                        |                         | 120       | 101         | 221   |
| 05/06/2019 | Décès du cardinal Elio Sgreccia                                                  |                         | 120       | 100         | 220   |
| 13/07/2019 | Décès du cardinal Paolo Sardi                                                    |                         | 120       | 99          | 219   |
| 21/07/2019 | Décès du cardinal José Manuel Estepa Llaurens                                    |                         | 120       | 98          | 218   |
| 26/07/2019 | Décès du cardinal Jaime Ortega                                                   |                         | 120       | 97          | 217   |
| 31/07/2019 | 80e anniversaire du cardinal John Tong Hon                                       |                         | 119       | 98          | 217   |
| 11/08/2019 | Décès du cardinal Sergio Obeso Rivera                                            |                         | 119       | 97          | 216   |
| 16/08/2019 | 80e anniversaire du cardinal Sean Baptist Brady                                  |                         | 118       | 98          | 216   |
| 29/08/2019 | Décès du cardinal Achille Silvestrini                                            |                         | 118       | 97          | 215   |
| 03/09/2019 | Décès du cardinal José de Jesús Pimiento Rodriguez                               |                         | 118       | 96          | 214   |
| 04/09/2019 | Décès du cardinal Roger Etchegaray                                               |                         | 118       | 95          | 213   |
| 26/09/2019 | Décès du cardinal William Joseph Levada                                          |                         | 118       | 94          | 212   |
| 05/10/2019 | Consistoire : création de 13 cardinaux dont 10 électeurs et 3 non-électeurs      |                         | 128       | 97          | 225   |
| 07/10/2019 | 80e anniversaire du cardinal Laurent Monsengwo Pasinya                           |                         | 127       | 98          | 225   |
| 08/10/2019 | Décès du cardinal Serafim Fernandes de Araújo                                    |                         | 127       | 97          | 224   |
| 11/10/2019 | 80e anniversaire du cardinal Zenon Grocholewski                                  |                         | 126       | 98          | 224   |
| 14/10/2019 | 80e anniversaire du cardinal Edoardo Menichelli                                  |                         | 125       | 99          | 224   |
| 15/10/2019 | 80e anniversaire du cardinal Telesphore Placidus Toppo                           |                         | 124       | 100         | 224   |
| 30/12/2019 | Décès du cardinal Prosper Grech                                                  |                         | 124       | 99          | 223   |
| 25/02/2020 | 80e anniversaire du cardinal Bechara Boutros Rahi                                |                         | 123       | 100         | 223   |
| 17/04/2020 | 80e anniversaire du cardinal Agostino Vallini                                    |                         | 122       | 101         | 223   |
| 12/05/2020 | Décès du cardinal Renato Corti                                                   |                         | 122       | 100         | 222   |
| 17/07/2020 | Décès du cardinal Zenon Grocholewski                                             |                         | 122       | 99          | 221   |
| 02/09/2020 | Décès du cardinal Adrianus Johannes Simonis                                      |                         | 122       | 98          | 220   |
| 05/09/2020 | Décès du cardinal Marian Jaworski                                                |                         | 122       | 97          | 219   |
| 24/09/2020 | Renonciation aux droits liés au cardinalat du cardinal Giovanni Angelo Becciu    |                         | 121       | 98          | 219   |
| 29/09/2020 | 80e anniversaire du cardinal Lorenzo Baldisseri                                  |                         | 120       | 99          | 219   |
| 28/10/2020 | Décès du cardinal Anthony Soter Fernandez                                        |                         | 120       | 98          | 218   |
| 12/11/2020 | 80e anniversaire du cardinal Donald William Wuerl                                |                         | 119       | 99          | 218   |
| 15/11/2020 | Décès du cardinal Raúl Eduardo Vela Chiriboga                                    |                         | 119       | 98          | 217   |
| 16/11/2020 | Décès du cardinal Henryk Gulbinowicz                                             |                         | 119       | 97          | 216   |
| 28/11/2020 | Consistoire : création de 13 cardinaux dont 9 électeurs et 4 non-électeurs       |                         | 128       | 101         | 229   |
| 07/01/2021 | Décès du cardinal Henri Schwery                                                  |                         | 128       | 100         | 228   |
| 13/01/2021 | Décès du cardinal Eusébio Oscar Scheid                                           |                         | 128       | 99          | 227   |
| 27/02/2021 | 80e anniversaire du cardinal Gabriel Zubeir Wako                                 |                         | 127       | 100         | 227   |
| 08/03/2021 | 80e anniversaire du cardinal Wilfrid Fox Napier                                  |                         | 126       | 101         | 227   |
| 03/04/2021 | Décès du cardinal Christian Tumi                                                 |                         | 126       | 100         | 226   |
| 10/04/2021 | Décès du cardinal Edward Cassidy                                                 |                         | 126       | 99          | 225   |
| 17/04/2021 | Décès du cardinal Sebastian Khoarai                                              |                         | 126       | 98          | 224   |
| 27/04/2021 | Décès du cardinal Nicholas Cheong Jin-suk                                        |                         | 126       | 97          | 223   |
| 29/05/2021 | Décès du cardinal Cornelius Sim                                                  |                         | 125       | 97          | 222   |
| 08/06/2021 | 80e anniversaire du cardinal George Pell                                         |                         | 124       | 98          | 222   |
| 11/07/2021 | Décès du cardinal Laurent Monsengwo Pasinya                                      |                         | 124       | 97          | 221   |
| 19/07/2021 | 80e anniversaire du cardinal Maurice Piat                                        |                         | 123       | 98          | 221   |
| 29/07/2021 | Décès du cardinal Albert Vanhoye                                                 |                         | 123       | 97          | 220   |
| 10/08/2021 | Décès du cardinal Eduardo Somalo                                                 |                         | 123       | 96          | 219   |
| 18/08/2021 | 80e anniversaire du cardinal Beniamino Stella                                    |                         | 122       | 97          | 219   |
| 23/09/2021 | Décès du cardinal Jorge Urosa                                                    |                         | 121       | 97          | 218   |
| 26/09/2021 | Décès du cardinal José Freire Falcão                                             |                         | 121       | 96          | 217   |
| 29/09/2021 | Décès du cardinal Alexandre José Maria dos Santos                                |                         | 121       | 95          | 216   |
| 03/10/2021 | Décès du cardinal Jorge Medina Estévez                                           |                         | 121       | 94          | 215   |
| 07/11/2021 | 80e anniversaire du cardinal Angelo Scola                                        |                         | 120       | 95          | 215   |
| 05/01/2022 | Décès du cardinal Francisco Álvarez Martínez                                     |                         | 120       | 94          | 214   |
| 07/01/2022 | 80e anniversaire du cardinal Ricardo Ezzati Andrello                             |                         | 119       | 95          | 214   |
| 16/02/2022 | Décès du cardinal Luigi de Magistris                                             |                         | 119       | 94          | 213   |
| 05/03/2022 | Décès du cardinal Agostino Cacciavillan                                          |                         | 119       | 93          | 212   |
| 28/03/2022 | Décès du cardinal Antonios Naguib                                                |                         | 119       | 92          | 211   |
| 07/04/2022 | 80e anniversaire du cardinal Gualtiero Bassetti                                  |                         | 118       | 93          | 211   |
| 13/04/2022 | 80e anniversaire du cardinal Ricardo Blázquez Pérez                              |                         | 117       | 94          | 211   |
| 20/04/2022 | Décès du cardinal Javier Lozano Barragán                                         |                         | 117       | 93          | 210   |
| 27/04/2022 | Décès du cardinal Carlos Amigo Vallejo                                           |                         | 117       | 92          | 209   |
| 27/05/2022 | Décès du cardinal Angelo Sodano                                                  |                         | 117       | 91          | 208   |
| 06/06/2022 | 80e anniversaire du cardinal Norberto Rivera Carrera                             |                         | 116       | 92          | 208   |
| 04/07/2022 | Décès du cardinal Claudio Hummes                                                 |                         | 116       | 91          | 207   |
| 08/08/2022 | Décès du cardinal Jozef Tomko                                                    |                         | 116       | 90          | 206   |
| 27/08/2022 | Consistoire : création de 20 cardinaux dont 16 électeurs et 4 non-électeurs      |                         | 132       | 94          | 226   |
| 03/09/2022 | 80e anniversaire du cardinal Gregorio Rosa Chávez                                |                         | 131       | 95          | 226   |
| 22/09/2022 | 80e anniversaire du cardinal Rubén Salazar Gómez                                 |                         | 130       | 96          | 226   |
| 01/10/2022 | 80e anniversaire du cardinal Giuseppe Bertello                                   |                         | 129       | 97          | 226   |
| 18/10/2022 | 80e anniversaire du cardinal Gianfranco Ravasi                                   |                         | 128       | 98          | 226   |
| 07/11/2022 | 80e anniversaire du cardinal André Vingt-Trois                                   |                         | 127       | 99          | 226   |
| 27/11/2022 | Décès du cardinal Richard Baawobr                                                |                         | 126       | 99          | 225   |
| 17/12/2022 | Décès du cardinal Severino Poletto                                               |                         | 126       | 98          | 224   |
| 29/12/2022 | 80e anniversaire du cardinal Óscar Andrés Rodríguez Maradiaga                    |                         | 125       | 99          | 224   |
| 10/01/2023 | Décès du cardinal George Pell                                                    |                         | 125       | 98          | 223   |
| 14/01/2023 | 80e anniversaire du cardinal Angelo Bagnasco                                     |                         | 124       | 99          | 223   |
| 03/02/2023 | 80e anniversaire du cardinal Domenico Calcagno                                   |                         | 123       | 100         | 223   |
| 26/03/2023 | Décès du cardinal Karl-Josef Rauber                                              |                         | 123       | 99          | 222   |
| 26/04/2023 | 80e anniversaire du cardinal Dominik Duka                                        |                         | 122       | 100         | 222   |
| 02/06/2023 | 80e anniversaire du cardinal Crescenzio Sepe                                     |                         | 121       | 101         | 222   |
| 30/07/2023 | 80e anniversaire du cardinal Giuseppe Versaldi                                   |                         | 120       | 102         | 222   |
| 26/08/2023 | Décès du cardinal Geraldo Majella Agnelo                                         |                         | 120       | 101         | 221   |
| 17/09/2023 | 80e anniversaire du cardinal Angelo Comastri                                     |                         | 119       | 102         | 221   |
| 30/09/2023 | Consistoire : création de 21 cardinaux dont 18 électeurs et 3 non-électeurs      |                         | 137       | 105         | 242   |
| 01/10/2023 | 80e anniversaire du cardinal Patrick D'Rozario                                   |                         | 136       | 106         | 242   |
| 04/10/2023 | Décès du cardinal Telesphore Toppo                                               |                         | 136       | 105         | 241   |
| 18/11/2023 | 80e anniversaire du cardinal Leonardo Sandri                                     |                         | 135       | 106         | 241   |
| 05/12/2023 | 80e anniversaire du cardinal Andrew Yeom Soo-jung                                |                         | 134       | 107         | 241   |
| 22/12/2023 | Décès du cardinal Thomas Stafford Williams                                       |                         | 134       | 106         | 240   |
| 27/12/2023 | 80e anniversaire du cardinal Jean Zerbo                                          |                         | 133       | 107         | 240   |
| 28/12/2023 | 80e anniversaire du cardinal Juan Luis Cipriani Thorne                           |                         | 132       | 108         | 240   |
| 16/01/2024 | Décès du cardinal Sergio Sebastiani                                              |                         | 132       | 107         | 239   |
| 29/01/2024 | 80e anniversaire du cardinal John Onaiyekan                                      |                         | 131       | 108         | 239   |
| 12/02/2024 | 80e anniversaire du cardinal Pedro Barreto                                       |                         | 130       | 109         | 239   |
| 24/02/2024 | 80e anniversaire du cardinal José Luis Lacunza Maestrojuán                       |                         | 129       | 110         | 239   |
| 15/03/2024 | Décès du cardinal Paul Josef Cordes                                              |                         | 129       | 109         | 238   |
| 08/04/2024 | 80e anniversaire du cardinal Louis-Marie Ling Mangkhanekhoun                     |                         | 128       | 110         | 238   |
| 15/04/2024 | Décès du cardinal Pedro Rubiano Sáenz                                            |                         | 128       | 109         | 237   |
| 19/04/2024 | 80e annivesaire du cardinal Luis Ladaria Ferrer                                  |                         | 127       | 110         | 237   |
| 30/05/2024 | Décès du cardinal Kelvin Edward Felix                                            |                         | 127       | 109         | 236   |
| 08/06/2024 | 80e anniversaire du cardinal Marc Ouellet                                        |                         | 126       | 110         | 236   |
| 29/06/2024 | 80e anniversaire du cardinal Seán O'Malley                                       |                         | 125       | 111         | 236   |
| 05/08/2024 | 80e anniversaire du cardinal Polycarp Pengo                                      |                         | 124       | 112         | 236   |
| 15/09/2024 | 80e anniversaire du cardinal Mauro Piacenza                                      |                         | 123       | 113         | 236   |
| 25/09/2024 | 80e anniversaire du cardinal Jean-Pierre Ricard                                  |                         | 122       | 114         | 236   |
| 28/09/2024 | Décès du cardinal Alexandre do Nascimento                                        |                         | 122       | 113         | 235   |
| 10/10/2024 | 80e anniversaire du cardinal Baltazar Porras Cardozo                             |                         | 121       | 114         | 235   |
| 20/10/2024 | Décès du cardinal Eugenio Dal Corso                                              |                         | 121       | 113         | 234   |
| 28/10/2024 | Décès du cardinal Renato Martino                                                 |                         | 121       | 112         | 233   |
| 25/11/2024 | Décès du cardinal Miguel Ángel Ayuso Guixot                                      |                         | 120       | 112         | 232   |
| 07/12/2024 | Consistoire : création de 21 cardinaux dont 20 électeurs et 1 non-électeur       |                         | 140       | 113         | 253   |
| 24/12/2024 | 80e anniversaire du cardinal Oswald Gracias                                      |                         | 139       | 114         | 253   |
| 31/12/2024 | Décès du cardinal Angelo Amato                                                   |                         | 139       | 113         | 252   |
| 22/01/2025 | 80e anniversaire du cardinal Christoph Schönborn                                 |                         | 138       | 114         | 252   |
| 01/03/2025 | 80e anniversaire du cardinal Fernando Vérgez Alzaga                              |                         | 137       | 115         | 252   |
| 06/04/2025 | 80e anniversaire du cardinal Celestino Aós Braco                                 |                         | 136       | 116         | 252   |
| 19/04/2025 | 80e anniversaire du cardinal George Alencherry                                   |                         | 135       | 117         | 252   |
|            |                                                                                  |                         |           |             |       |
| 21/04/2025 | Décès du pape François                                                           |                         | 135       | 117         | 252   |